# Ulrike Tauber
Ulrike Tauber (Chemnitz, 16 giugno 1958) è un'ex nuotatrice tedesca.
Specializzata nella farfalla e nei misti, ha vinto la medaglia d'oro nei 400 m misti e l'argento nei 200 m farfalla ai Giochi olimpici di Montreal 1976.

È stata primatista mondiale nei 200 m e 400 m misti.

## Palmarès
- Olimpiadi
  - Montreal 1976: oro nei 400 m misti e argento nei 200 m farfalla.
- Mondiali
  - 1975 - Cali: oro nei 400 m misti e argento nei 200 m misti.
  - 1978 - Berlino: argento nei 400 m misti e bronzo nei 200 m misti.
- Europei
  - 1974 - Vienna: oro nei 200 m e 400 m misti, argento nei 100 m e 200 m dorso.
  - 1977 - Jönköping: oro nei 200 m e 400 m misti.